# Carlos Muñoz Beraza
Carlos Muñoz Beraza (Murcia, 1969[cita requerida]) es un empresario español especializado en el sector de la aviación comercial. Es cofundador de las aerolíneas de bajo coste europeas Vueling y Volotea, en las que ha ocupado cargos directivos.
Desde 2011 es director ejecutivo de Volotea, aerolínea especializada en conectar ciudades pequeñas y medianas de Europa, con presencia creciente en el mercado europeo y liderazgo en rutas nacionales en Francia, su principal mercado.

## Formación académica
Es licenciado en Administración y Dirección de Empresas por ICADE y posee una Maestría en Administración de Empresas otorgada por la Universidad Harvard.[cita requerida]

## Carrera profesional
Comenzó su trayectoria en la empresa familiar AMC, dedicada a la exportación de zumos de frutas y cítricos, donde trabajó durante siete años.
Posteriormente, durante su etapa en la consultora McKinsey & Company en California, tuvo su primer contacto con la industria aérea al participar en un análisis del modelo de aerolíneas de bajo coste para una empresa financiera.[cita requerida]
A finales de 2002, tras regresar a España, un grupo de pilotos le presentó un proyecto para crear una aerolínea que operara entre España y el Reino Unido con aviones Boeing 727. Muñoz identificó el crecimiento del sector de aerolíneas de bajo coste en Europa, especialmente en el sur europeo, y decidió invertir en la idea.[cita requerida]
En enero de 2003 fundó, junto con Lázaro Ros y otros inversores, la empresa Evia (European Ventures In Aviation), que sería la base de la aerolínea Vueling.
Vueling fue inaugurada en 2004 y creció rápidamente, saliendo a la bolsa de valores en 2006. La fuerte competencia con la aerolínea Clickair, impulsada por Iberia, condujo a su fusión en 2009.
Muñoz abandonó Vueling en 2007, para fundar en 2011 junto a Lázaro Ros la aerolínea de bajo coste Volotea, centrada en conectar ciudades medianas y pequeñas en Europa.